# تشارلز ماسون

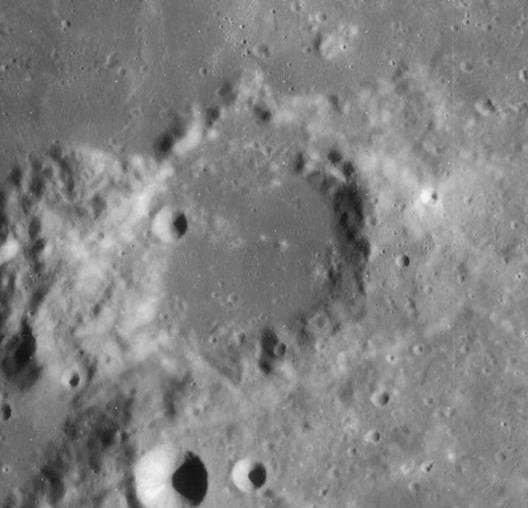
فوهة ماسون على سطح القمر

تشارلز ماسون (بالإنجليزية: Charles Mason) (إبريل 1728 "يقال أيضا في 1 مايو" – 25 أكتوبر 1786) عالم فلك إنجليزي، يعرف بسبب إسهاماته الرائدة في علوم القرن الثامن عشر والتاريخ الأمريكي خصوصا خلال فترة تطويرة لبحث خط ماسون ديكسون. اللاعب دورا هاما في تحديد الحدود بين ولاية ماريلاند وبنسلفانيا (1768-1764). الحدود بين ديلاوير وماريلاند تم تحديدها أيضا من خلال استخدام هذا البحث.

## السيرة الذاتية

### النشأة والنشأة
عمل ماسون في بداية حياته العملية في المرصد الملكي في غرينتش بالقرب من العاصمة لندن، ليعمل في وقت لاحق كمساعد العالم الفلكي في الفترة ما بين عامي 1756م إلى عام 1760م تحت قيادة جيمس برادلي الفلكي الملكي.
خلال فترة عمله في مرصد جرينتش، اطَّلَع ماسون على أعمال وجداول الفلكي الألماني توبياس ماير عن القمر، الجداول القمرية تم إنشاءها لحل مشكلة تحديد الارتفاع عن سطح البحر، التحدي الذي حير العلماء والبحارة لعدة عقود. عمل ماسون طول فترة حياته على تحسين هذه الجداول.
في عام 1787م، تمت مكافأة ماسون بمبلغ 750 جنيه إسترليني من قبل مجلس الأرصاد تكريما له على مجمل أعماله وعلى التحسينات التي أدخلها على الجدول.

### بحث خط ماسون ديكسون

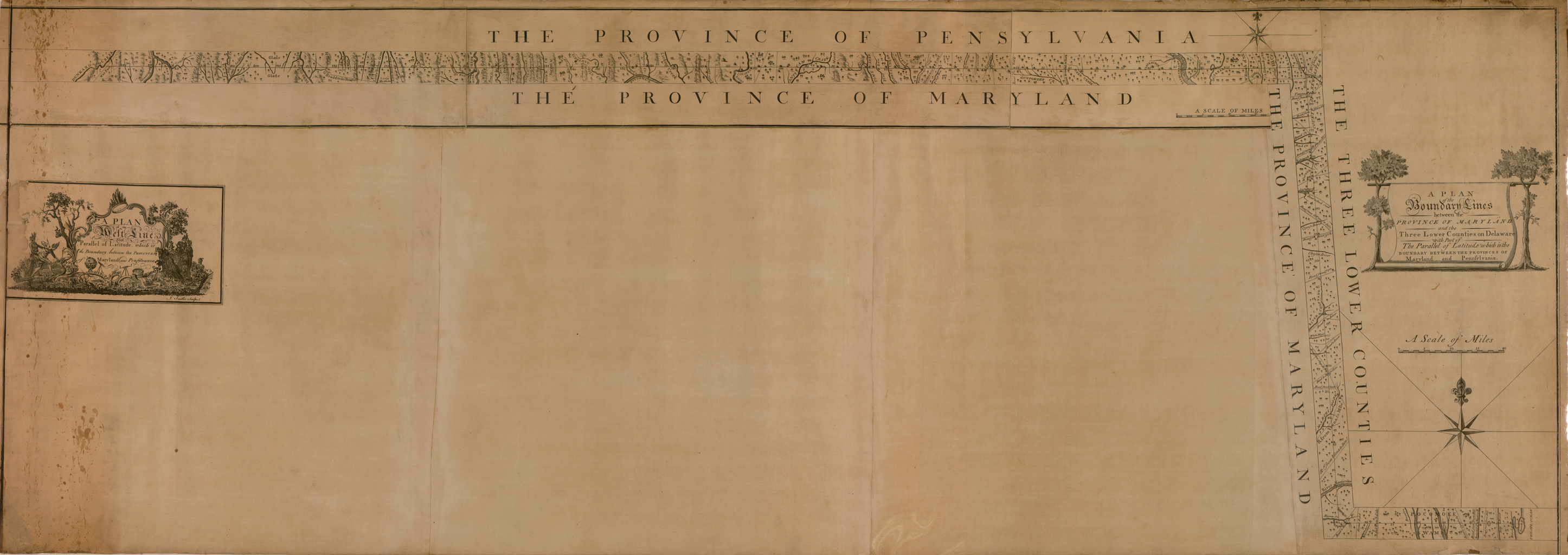
"خطة للخط الغربي أو الموازي لخط العرض" من تأليف تشارلز ماسون، 1768م

من نوفمبر عام 1763م إلى عام 1768م، أسس كلاً من ماسون وارميا ديكسون الحدود الفاصلة بين المقاطعتين الأمريكيتين بنسلفانيا وماريلاند. لم يستطع المساحون المستعمرون تنفيذ هذه الحدود على أرض الواقع نتيجة ضعف التدريب وعدم دقة الأدوات العلمية.
قوبل بحث ماسون- ديكسون المساندة من العديد من الأحزاب بعد حله لثلاث مشاكل رئيسية:
- الحدود الجنوبية لولاية بنسيلفانيا التي تفصل الولاية عن ماريلاند وفيرجينيا.
- الحدود الغربية للمدن الثلاث في جنوب الولاية (تعرف الآن باسم ديلاوير) والفاصلة بين الولاية وماريلاند.
- الحدود الجنوبية للمدن الثلاثة في جنوب الولاية.

نجح الثنائي أيضا في العديد من التجارب العلمية للمجتمع الملكي مثل قياس الطول الكامل لحدود ولاية بنسيلفانيا الجنوبية باستخدام الميثاق. في صيف عام 1767م، عبر طاقم البحث والاستكشاف نهر مونغاليا وطريق الحرب كاتاوبا العظيم منتهكاً بذلك الحدود والمعاهدات الرسمية التي رسمها الاحتلال الإنجليزي. تم إجبار الثنائي على الرجوع شرقاً بعد إجراء ملاحظتهم الأخيرة على قمة التل البني.

### الحياة العلمية بعد البحث
بعد انتهائهم من رسم الحدود في الولايتين الأمريكيتين، عاد كلاً من ماسون وديكسون إلى جرينتش. عاد فيها ماسون إلى العمل مرة أخرى على تطوير جداول ماير القمرية. عمل أيضا في مكتب نوتيك نوتيكال، كما عمل تحت قيادة نيفيل ماسكيلين، الفلكي الملكي.
في 27 سبتمبر 1786م، كتب ماسون خطاب إلى بنجامين فرانكلين يطالب فيه الرئيس بالسماح له بالسفر إلى مدينة فيلادلفيا في ولاية بنسيلفانيا مع زوجتة وأولادة السبعة وابنته الوحيدة. كان ماسون آنذاك مريضاً جداً وملازم الفراش، لكن ذلك لم يكن عائقاً له في إرسال تصميم فلكي له إلى فرانكلين.
لم يقدم ماسون أي تبرير لتوضيح رغبته الشديدة في العودة إلى الولايات المتحدة. كما لم يتم الكشف عن تفاصيل تصميمه المرسل إلى الرئيس.
توفي ماسون في 26 إكتوبر 1786م، في فيلادلفيا في ولاية بنسيلفانيا. دفن الفلكي في أرض كنيسة المسيح.

## التكريمات

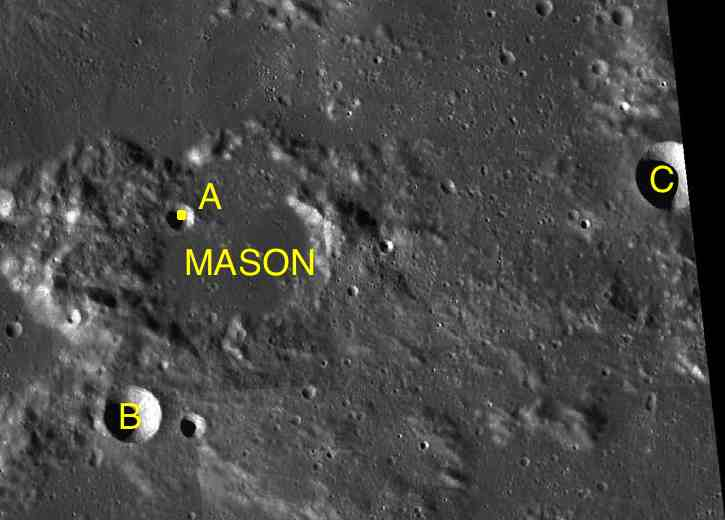
فوهة ماسون

تمت تسمية فوهة ماسون على سطح القمر باسمه تكريماً له على مجمل أعماله وتخليداً لذكراه.
كان ماسون هو أحد الشخصيات الرئيسية في رواية توماس بينشون المنشورة عام 1997م بعنوان ماستون وديكسون.
أغنية "الإبحار إلى فلاديفيا" لمارك نوفلر تحمل نفس الاسم. كما تحمل رابط قوي لماسون فهي مستوحاه من كتاب توماس.
تم الاستشهاد بأبحاث ماسون ديكسون في العديد من الكتب والمنظمات في 31 أغسطس 2013م.

## وصلات خارجية
- تشارلز ماسون على موقع إن إن دي بي (الإنجليزية)
- تشارلز ماسون على موقع فايند أغريف